# 莱茜·尼梅耶
莱茜·尼梅耶（英語：Lacey Nymeyer，1985年10月29日—），生于亚利桑那州图森，美国的女子游泳运动员。曾参加2008年夏季奥林匹克运动会，最终在女子4×100米自由泳接力项目上收获一枚银牌。